# Léa Balage El Mariky
Léa Balage El Mariky, née le 9 avril 1990, est une femme politique française, membre des Verts puis d’EELV/LÉ, élue députée dans la 3e circonscription de Paris, en juillet 2024.

## Biographie
Léa Balage El Mariky est née le 9 avril 1990 à Évry dans le département de l'Essonne. 
Sa famille s'installe à Bègles en Gironde quand elle est âgée de 6 ans, son père est alors un commercial dans l'automobile et sa mère alterne les périodes de chômage et d'activité. À 11 ans, elle est élue au Conseil municipal des jeunes de Bègles. Après avoir obtenu une licence de droit à Bordeaux, elle intègre Sciences Po Paris en 2012 et, après avoir passé sans succès le concours de l'ENA en 2015, devient l'assistante parlementaire du journaliste et homme  politique écologiste Noël Mamère,.
Concernée à titre familial, elle s'investit particulièrement contre les discriminations. En 2016, en réaction au projet de loi de déchéance de nationalité, elle choisit d'accoler à son nom le nom de sa mère d'origine marocaine, El Mariky. Elle dénonce également par une pétition la discrimination au travail dont sa mère a souffert.
Elle entre au bureau exécutif d'EELV en 2019.
Adjointe au maire Éric Lejoindre du 18e arrondissement de Paris depuis 2020, chargée de la vie associative, de l’alimentation durable, des circuits courts et des repas scolaires, elle est par ailleurs la référente du conseil de quartier Chapelle Nord.
En 2021, elle est la directrice de campagne de Julien Bayou dans la campagne des élections régionales en Ile-de-France[réf. nécessaire].
En 2022, elle est candidate Les Écologistes (LÉ) investie par la Nouvelle Union populaire écologique et sociale lors des élections législatives de 2022 dans la 3e circonscription de Paris. Elle est battue par le député sortant Stanislas Guerini (RE).
De nouveau candidate LÉ investie par le Nouveau Front populaire lors des élections législatives de 2024 dans la 3e circonscription de Paris, Léa Balage El Mariky est élue députée en juillet 2024 avec 53,59 % des voix. Elle bat ainsi le ministre de la Transformation et de la Fonction publiques Stanislas Guerini (RE), et succède à sa suppléante Caroline Yadan.

## Synthèse des résultats électoraux

### Élections législatives
| Année | Parti et coalition | Parti et coalition | Circonscription | 1er tour | 1er tour | 1er tour | 2d tour | 2d tour | 2d tour |
| Année | Parti et coalition | Parti et coalition | Circonscription | Voix     | %        | Rang     | Voix    | %       | Issue   |
| ----- | ------------------ | ------------------ | --------------- | -------- | -------- | -------- | ------- | ------- | ------- |
| 2022  |                    | EÉLV (NUPES)       | 3e de Paris     | 15 284   | 38,66    | 1re      | 18 843  | 49,00   | Battue  |
| 2024  | LÉ (NFP)           | 24 441             | 3e de Paris     | 46,15    | 1re      | 25 915   | 53,59   | Élue    |         |